# Jayson Tatum
Jayson Christopher Tatum Sr. (San Luis, Misuri, 3 de marzo de 1998) es un baloncestista estadounidense que pertenece a la plantilla de los Boston Celtics de la NBA. Con 2,03 metros de estatura juega en la posición de alero.

## Trayectoria deportiva

### Primeros años
Asistió en su etapa de instituto al Chaminade College Preparatory School de Creve Coeur (Misuri), donde en su cuarta y última temporada promedió 29,6 puntos y 9,1 rebotes por partido. Fue elegido jugador del año y atleta del año, siendo galardonado con el prestigioso Gatorade National Player of the Year, y participó en los tres mayores eventos para jugadores de instituto en los Estados Unidos, el McDonald's All-American Game, donde logró 18 puntos y 5 rebotes, el Jordan Brand Classic, donde fueron 18 puntos y 8 rebotes, y el Nike Hoop Summit, en el que consiguió 14 puntos y 4 rebotes.

### Universidad
En julio de 2015 se comprometió con los Blue Devils de la Universidad de Duke para jugar baloncesto universitario. Jugó una única temporada, en la que promedió 16,8 puntos, 7,3 rebotes, 2,1 asistencias, 1,3 robos de balón y 1,1 tapones por partido. Fue incluido en el tercer mejor quinteto de la Atlantic Coast Conference y en el mejor quinteto de novatos de esa temporada.
Al finalizar su primera temporada se declaró elegible para el Draft de la NBA, renunciando así a los tres años que le quedaban como universitario.

#### Estadísticas
| Año     | Equipo | PJ | PT | MPP  | %TC  | %3P  | %TL  | RPP | APP | ROB | TPP | PPP  |
| ------- | ------ | -- | -- | ---- | ---- | ---- | ---- | --- | --- | --- | --- | ---- |
| 2016–17 | Duke   | 29 | 27 | 33.3 | .452 | .342 | .849 | 7.3 | 2.1 | 1.3 | 1.1 | 16.8 |

### Profesional
2017-18

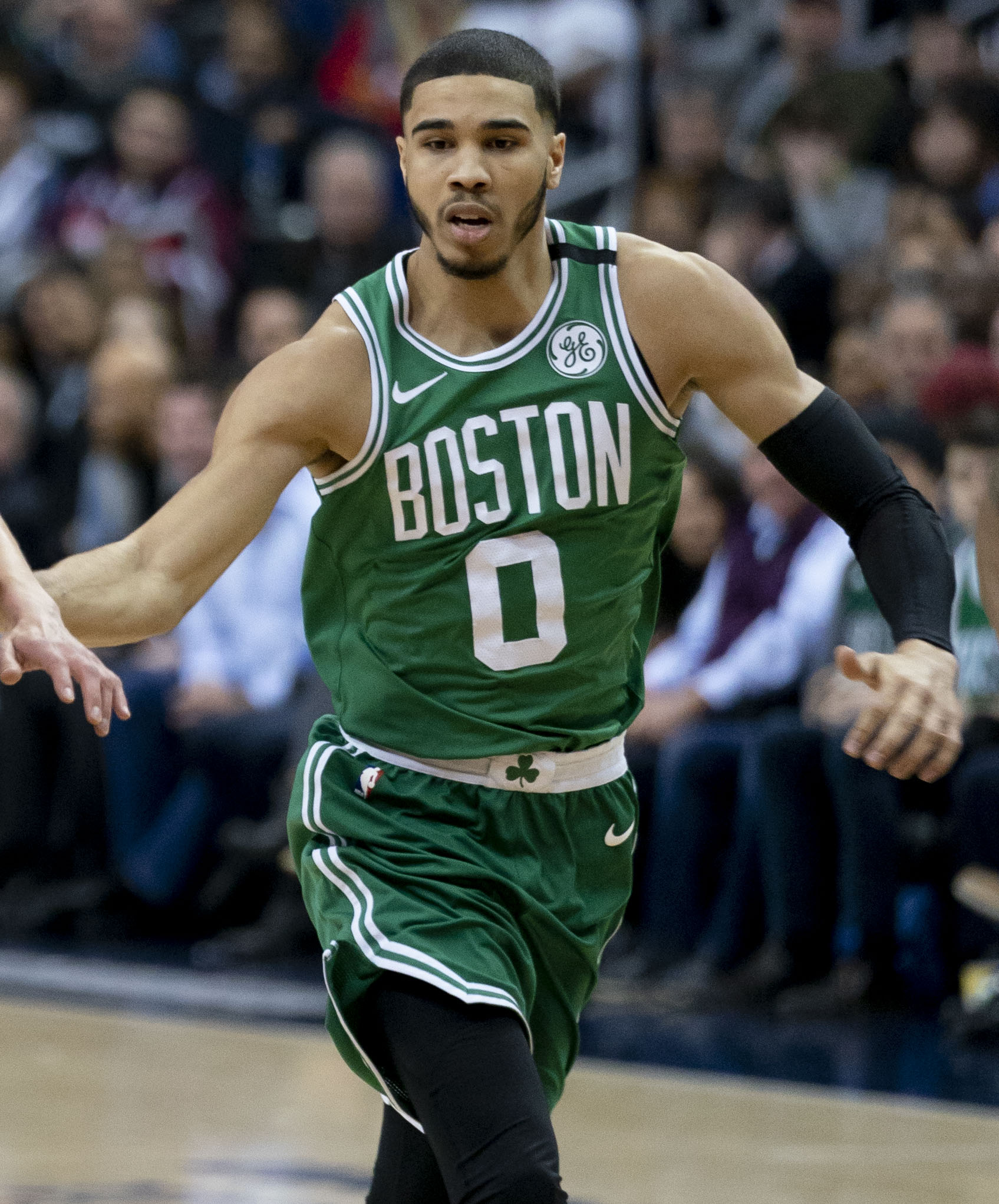
Tatum con los Celtics en 2018.

Fue elegido en la tercera posición del Draft de la NBA de 2017 por los Boston Celtics. Debutó el 17 de octubre ante Cleveland Cavaliers, logrando 14 puntos y 10 rebotes. En su primera temporada como profesional, promedió en temporada regular 13,9 puntos, 5 rebotes y 1 robo por partido. Debido a su gran temporada, fue elegido en el mejor quinteto de los rookies de la NBA y entre los candidatos a ganar el rookie del año, siendo escogido finalmente tercero en las votaciones, solo por detrás de Donovan Mitchell y del ganador del premio, Ben Simmons. En los Playoffs de 2018, promedió 18,5 puntos por partido, llevando a los Celtics a las Finales de Conferencia del Este, donde perdieron en el 7º partido de la serie ante los Cleveland Cavaliers de LeBron James. Tatum se convirtió en el jugador más joven de la historia (20 años y 61 días) en encadenar cuatro encuentros de +20 puntos en las eliminatorias, una marca que le arrebata, a Kobe Bryant (20 años y 272 días). También llegó a superar el récord de la franquicia de más partidos como rookie en Playoffs anotando más de 20 puntos, sobrepasando al histórico Larry Bird.
2018-19
En su segundo año con los Celtics, el 14 de enero de 2019 ante Brooklyn Nets consigue 34 puntos. Además, durante el All-Star Weekend, gana el Skills Challenge.
2019-20
Ya en su tercera temporada, el 11 de enero de 2020 ante New Orleans Pelicans alcanza los 41 puntos y de nuevo esa misma cifra ante Los Angeles Lakers el 23 de febrero. Luego fue elegido por primera vez para el All-Star Game, y en los Playoffs de 2020, promedió 25,7 puntos por partido, y se convirtió en el tercer jugador en conseguir al menos 900 puntos en los Playoffs de la NBA sin haber cumplido los 23 años, además de Kobe Bryant y LeBron James.
2020-21
Durante su cuarto año, el 23 de febrero de 2021, fue elegido por segunda vez para disputar el All-Star Game que se celebró en Atlanta. El 9 de abril de 2021, registró su récord personal en anotación con 53 puntos en la victoria ante Minnesota Timberwolves. Se convirtió así, en el jugador de los Celtics más joven (23) en alcanzar los 50 puntos, superando a Larry Bird (26). El 30 de abril, ante San Antonio Spurs alcanza los 60 puntos, superando su marca personal e igualando el récord de la franquicia que poseía Larry Bird desde 1985. El 18 de mayo, anotó 50 puntos ante los Wizards en la eliminatoria 'Play-In' para certificar el pase a los playoffs como séptimo clasificado. El 28 de mayo, en el tercer encuentro de primera ronda ante Brooklyn Nets, anotó 50 puntos, siendo el tercer jugador más joven (23 años y 86 días) en registrar esta cifra en playoffs, solo por detrás de Rick Barry y Michael Jordan.
2021-22
En su quinta temporada con los Celtics, el 13 de diciembre de 2021 ante Milwaukee Bucks anota 42 puntos y el 23 de enero de 2022 anota 51 puntos y captura 10 rebotes en la victoria ante Washington Wizards. El 3 de febrero, se anunció su presencia como reserva en el All-Star Game de la NBA 2022, siendo la tercera participación de su carrera. El 6 de marzo ante Brooklyn Nets anota 54 puntos. El 9 de marzo ante Charlotte Hornets anota 44 puntos. Fue elegido como mejor jugador de la semana, las dos últimas semanas de marzo, siendo la primera vez que un jugador de los Celtics es elegido dos semanas consecutivas. Ya en postemporada, el 16 de abril en el primer encuentro de primera ronda ante Brooklyn Nets, anota 31 puntos, además de la canasta ganadora sobre la bocina. El 13 de mayo, en el sexto encuentro de semifinales de conferencia ante Milwaukee Bucks anota 46 puntos. Además fue incluido en el mejor quinteto de la liga y nombrado MVP de las Finales de Conferencia.
2022-23
Al comienzo de su sexta temporada en Boston, el 12 de noviembre de 2022 ante Detroit Pistons, anota 43 puntos y captura 10 rebotes. El 30 de noviembre anota 49 puntos ante Miami Heat. Fue nombrado jugador del mes de noviembre de la conferencia Este. El 13 de diciembre anota 44 puntos ante Los Angeles Lakers. El 21 de diciembre anota 41 puntos ante Indiana Pacers. El 25 de diciembre otros 41 ante Milwaukee Bucks. El 16 de enero de 2023 anota 51 puntos ante Charlotte Hornets. El 26 de enero fue elegido como titular para participar en el All-Star Game de 2023 de Salt Lake City, siendo su cuarta participación en el partido de las estrellas. El 10 de febrero anota 41 puntos ante Charlotte Hornets, y se convierte en el jugador más joven en alcanzar los 1000 triples en la NBA. El 19 de febrero fue integrante del equipo campeón del All-Star Game, donde fue nombrado MVP del encuentro. El 1 de marzo anota 41 puntos y captura 11 rebotes ante Cleveland Cavaliers. El 5 de marzo anota 40 puntos ante New York Knicks, y el 30 de marzo otros 40 ante Milwaukee Bucks. Al término de la temporada regular fue incluido en el mejor quinteto de la NBA. Ya en postemporada, el 14 de mayo en el séptimo encuentro de semifinales de conferencia ante Philadelphia 76ers, anota 51 puntos, siendo su mejor actuación en playoffs.
2023-24

Tatum levantando el Trofeo Larry O'Brien antes del desfile por el campeonato de 2024.

Durante su séptimo año con los Celtics, el 20 de noviembre de 2023, anota 45 puntos y captura 13 rebotes ante Charlotte Hornets. Fue nombrado jugador del mes de octubre-noviembre de la conferencia Este. El 10 de enero de 2024 anota 45 puntos ante Minnesota Timberwolves. El 25 de enero fue elegido como titular para el All-Star Game, siendo la quinta elección de su carrera. El 13 de febrero anota 41 puntos ante Brooklyn Nets. Fue nombrado jugador del mes de febrero de la conferencia Este. El 17 de junio de 2024 se convierte en campeón de la NBA tras la victoria de Boston en las Finales a Dallas Mavericks (4-1).
2024-25
En julio de 2024 acuerda una extensión de contrato con los Celtics, por cinco años y $315 millones, siendo, en ese momento, la renovación más cara de la historia, superando los 304 millones de la temporada pasada de su compañero Jaylen Brown. Durante su octavo año en Boston, el 16 de noviembre ante Toronto Raptors, consigue la canasta ganadora sobre la bocina. Fue nombrado jugador del mes de octubre-noviembre de la conferencia Este. El 21 de diciembre consigue 43 puntos, 16 rebotes y 10 asistencias ante Chicago Bulls, siendo el primer triple-doble de más de 40 puntos que realiza un 'Celtic' desde Larry Bird en 1992. A finales de enero de 2025 se anunció su participación en el All-Star Game, siendo la sexta nominación de su carrera. El 8 de febrero anota 40 ante New York Knicks. El 28 de febrero anotó 46 puntos ante Cleveland Cavaliers. El 8 de marzo consiguió un doble-doble de 40 puntos y 12 rebotes ante Los Angeles Lakers. Ya en postemporada, el 12 de mayo en el cuarto encuentro de semifinales de conferencia ante New York Knicks anotó 42 puntos, pero terminó el partido lesionado.

### Selección nacional
Con las selecciones júnior de Estados Unidos fue campeón del Mundial Sub-17 en 2014 y del Mundial Sub-19 de 2015.
En verano de 2021, fue parte de la selección absoluta estadounidense que participó en los Juegos Olímpicos de Tokio 2020, que ganó la medalla de oro.
Entre julio y agosto de 2024 fue parte de la selección absoluta de Estados Unidos, que disputó los Juegos Olímpicos de París, y que ganó el oro, tras vencer la final ante Francia.

## Estadísticas de su carrera en la NBA
|  | Denota temporadas en las que fue Campeón de la NBA |

### Temporada regular
| Año      | Equipo   | PJ  | PT  | MPP  | %TC  | %3P  | %TL  | RPP | APP | ROB | TPP | PPP  |
| -------- | -------- | --- | --- | ---- | ---- | ---- | ---- | --- | --- | --- | --- | ---- |
| 2017-18  | Boston   | 80  | 80  | 30.5 | .475 | .434 | .826 | 5.0 | 1.6 | 1.0 | .7  | 13.9 |
| 2018-19  | Boston   | 79  | 79  | 31.1 | .450 | .373 | .855 | 6.0 | 2.1 | 1.1 | .7  | 15.7 |
| 2019-20  | Boston   | 66  | 66  | 34.3 | .450 | .403 | .812 | 7.0 | 3.0 | 1.4 | .9  | 23.4 |
| 2020-21  | Boston   | 64  | 64  | 35.8 | .459 | .386 | .868 | 7.4 | 4.3 | 1.2 | .5  | 26.4 |
| 2021-22  | Boston   | 76  | 76  | 35.9 | .453 | .353 | .853 | 8.0 | 4.4 | 1.0 | .6  | 26.9 |
| 2022-23  | Boston   | 74  | 74  | 36.9 | .466 | .350 | .854 | 8.8 | 4.6 | 1.1 | .7  | 30.1 |
| 2023-24  | Boston   | 74  | 74  | 35.7 | .471 | .376 | .833 | 8.1 | 4.9 | 1.0 | .6  | 26.9 |
| Total    | Total    | 513 | 513 | 34.2 | .460 | .375 | .844 | 7.2 | 3.5 | 1.1 | .7  | 23.1 |
| All-Star | All-Star | 5   | 4   | 21.5 | .590 | .386 | .500 | 4.4 | 4.8 | 2.0 | .4  | 22.0 |

### Playoffs
| Año   | Equipo | PJ  | PT  | MPP  | %TC  | %3P  | %TL  | RPP  | APP | ROB | TPP | PPP  |
| ----- | ------ | --- | --- | ---- | ---- | ---- | ---- | ---- | --- | --- | --- | ---- |
| 2018  | Boston | 19  | 19  | 35.9 | .471 | .324 | .845 | 4.4  | 2.7 | 1.2 | .5  | 18.5 |
| 2019  | Boston | 9   | 9   | 32.8 | .438 | .323 | .744 | 6.7  | 1.9 | 1.1 | .8  | 15.2 |
| 2020  | Boston | 17  | 17  | 40.6 | .434 | .373 | .813 | 10.0 | 5.0 | 1.0 | 1.2 | 25.7 |
| 2021  | Boston | 5   | 5   | 37.0 | .423 | .389 | .918 | 5.8  | 4.6 | 1.2 | 1.6 | 30.6 |
| 2022  | Boston | 24  | 24  | 41.0 | .426 | .393 | .800 | 6.7  | 6.2 | 1.2 | .9  | 25.6 |
| 2023  | Boston | 20  | 20  | 40.0 | .458 | .323 | .876 | 10.5 | 5.3 | 1.1 | 1.1 | 27.2 |
| 2024  | Boston | 19  | 19  | 40.4 | .427 | .283 | .861 | 9.7  | 6.3 | 1.1 | .7  | 25.0 |
| Total | Total  | 113 | 113 | 39.0 | .440 | .345 | .838 | 7.9  | 4.9 | 1.1 | .9  | 24.0 |

## Vida personal
Tatum es hijo de Justin Tatum y Brandy Cole. Jayson nació cuando sus padres tenían 19 años. Su padre, Justin, jugó al baloncesto en Saint Louis University y es entrenador del instituto Christian Brothers College High School en St. Louis. Su madre, Brandy, se graduó en derecho en Saint Louis University y ahora ejerce como abogada en el área de St. Louis.
El padrino de Tatum, es el jugador retirado, Larry Hughes, que fue compañero de universidad de su padre. Y es también primo del actual entrenador de la NBA, Tyronn Lue.
Jugó en el instituto Chaminade College Preparatory School de Misuri junto con Tyler Cook, donde en su año sénior, conquistaron el título estatal. Allí también coincidió con el jugador de la NHL, Matthew Tkachuk.
Ya en la universidad de Duke, fue compañero y amigo del también jugador profesional Harry Giles.
Tiene junto a Toriah Lachell, su novia del instituto, un hijo, Jayson Christopher Tatum Jr (a.k.a. ‘Deuce’), nacido el 6 de diciembre de 2017.
El 21 de junio de 2019, firmó un contrato de patrocinio con la marca deportiva Jordan Brand.

## Premios y nominaciones
| Premio              | Año  | Nominado | Categoría                             | Resultado | Ref.   |
| ------------------- | ---- | -------- | ------------------------------------- | --------- | ------ |
| Kids' Choice Awards | 2025 | Él mismo | Estrella deportiva masculina favorita | Nominado  | [ 66 ] |